# Bâltanele (Greci), Mehedinți
Bâltanele este un sat în comuna Greci din județul Mehedinți, Oltenia, România.